# Pecos (rzeka)
Pecos – rzeka w USA, w stanach Nowy Meksyk oraz Teksas. Długość 1200 km, powierzchnia dorzecza 168 000 km². Jest wykorzystywana do nawadniania pól uprawnych. 
Źródła rzeki znajdują się w łańcuchu gór Sangre de Cristo (należącym do Gór Skalistych), w hrabstwie Mora, a uchodzi ona do rzeki Rio Grande, niedaleko Parku Stanowego Seminole Canyon w pobliżu osady Langtry w Teksasie.
W czasie gorącego lata miejscami rzeka ta wysycha. Ilość wody uchodzącej do Rio Grande podlega dużym wahaniom. W okresie pomiędzy 1967 a 2006 rokiem średni przepływ wyniósł 3,95 m³/s, jednak 20 września 1974 roku przez całą dobę średni przepływ wyniósł 4330 m³/s (co było rekordem maksymalnym), natomiast 4 sierpnia 1998 tylko 1,19m³/s (co było rekordem minimalnym). 
Na rzece zbudowano kilka tam tworzących zbiorniki retencyjne o funkcjach energetycznych, przeciwpowodziowych oraz zaopatrzenia w wodę. Na północy stanu Nowy Meksyk są jeziora Santa Rosa oraz Sumner Lake (z tamami o tych samych nazwach), na południu tegoż stanu tamy Avalon (Avalon Dam) i Brantley (Brantley Dam) oraz w Teksasie Red Bluff Reservoir (Red Bluff Dam).

## Większe miasta
- Santa Rosa
- Fort Sumner
- Roswell
- Carlsbad
- Pecos